# Eugeniusz Górski
Eugeniusz Górski (ur. 29 września 1947 w Suchcicach, zm. 5 października 2013 w Warszawie) – polski filozof, historyk idei i hispanista.

## Życiorys
W 1970 ukończył studia filozoficzne, a w 1971 studia lingwistyczne (język angielski i hiszpański) na Uniwersytecie Warszawskim.
W latach 1971–1974 odbywał studia doktoranckie w Instytucie Filozofii i Socjologii PAN (IFiS PAN). Obronił doktorat w 1975, habilitację w 1981, tytuł naukowy profesora otrzymał w 1992.
W latach 1974–1991 był kolejno asystentem, adiunktem i docentem w IFiS PAN. Od 1991 r. był profesorem w IFiS PAN. Pełnił funkcję kierownika Zakładu Myśli Politycznej w Instytucie Nauk Politycznych Uniwersytetu Humanistyczno-Przyrodniczego Jana Kochanowskiego w Kielcach.
Współpracował m.in. z Uniwersytetem Warszawskim i jego filią w Białymstoku, z Central European University w Budapeszcie, z Instytutem Filozofii Rady Wyższej Badań Naukowych (CSIC) w Madrycie, z New School for Social Research w Nowym Jorku, z Uniwersytetem Cornella, z Katolickim Uniwersytetem Ameryki w Waszyngtonie oraz z Wyższą Szkołą Handlu i Prawa im. Ryszarda Łazarskiego w Warszawie. Przebywał na stypendiach m.in. w Oksfordzie (Nuffield College) i w Paryżu (École des Hautes Études en Sciences Sociales). Był też współzałożycielem Polskiego Stowarzyszenia Hispanistów
Jest autorem około 200 prac naukowych w zakresie filozofii społecznej, filozofii polityki i porównawczej historii idei, ze szczególnym uwzględnieniem Hiszpanii, Ameryki Łacińskiej i Europy Środkowo-Wschodniej.
W 2011 r. odznaczony Złotym Krzyżem Zasługi.

## Najważniejsze publikacje
- Hiszpańska refleksja egzystencjalna. Studium filozofii i myśli politycznej Miguela de Unamuno, Wrocław, Ossolineum, 1979.
- José Ortega y Gasset i kryzys ideologii hiszpańskiej, Wrocław, Ossolineum, 1982.
- La recepción en Polonia del pensamiento español de la Contrarreforma y del Barroco, [w:] Exilios Filosóficos de España. Actas del VII Seminario de Historia de la Filosofía Española e Iberoamericana, A. Heredia Soriano (ed.), Ediciones Universidad de Salamanca, Salamanca, 1992.
- Dependencia y originalidad de la filosofía en Latinoamérica y en la Europa del Este, México, UNAM, 1994.
- La difusión de la obra de José Ortega y Gasset en Polonia, [w:] Ideologías y poder. Aproximaciones a las literaturas hispánicas en los tiempos de crisis. Estudios Hispánicos, V, Edición a cargo de P. Sawicki y B. Baczyńska, Wrocław, Wydawnictwo Uniwersytetu Wrocławskiego, 1996.
- O demokracji w Hiszpanii (1975-1995), Warszawa, Wyd. IFiS PAN, 1997.
- Latin America and East Central Europe. Studies in the History of Ideas, Warszawa, CESLA UW, 2001.
- Rozważania o społeczeństwie obywatelskim i inne studia z historii idei, Warszawa, IFiS PAN, (2003).
- Fernando Savater i myśl hiszpańska przełomu XX i XXI wieku, [w:] Z myśli hiszpańskiej i iberoamerykańskiej. Filozofia – literatura – mistyka, pod redakcją M. Jagłowskiego i D. Sepczyńskiej, Olsztyn, Uniwersytet Warmińsko-Mazurski, 2006.
- Globalization, Universalism and Changes in the World-System, Dialogue and Universalism, No. 3-4/2007 (A Special Issue Edited by E. Górski).
- Civil Society, Pluralism and Universalism, Washington, D.C., The Council for Research in Values and Philosophy, 2007.